# 安城町
安城町（あんじょうちょう）は、愛知県安城市の大字。郵便番号は446-0026。

## 地理
JR東海道本線の南側に位置する。
町域東部で岡崎市島坂町に接し、そこから時計回りに安城市河野町、 川島町、 古井町、 堀内町、 赤松町、 百石町、 城南町、 大山町、 南町、 日の出町、 東明町、 上条町と隣接する。

## 歴史

### 沿革
- 1906年（明治39年） - 合併に伴い従来の碧海郡安城村の範囲をもって、同郡安城町大字安城となる[1]。
- 1952年（昭和27年） - 安城市大字安城となる[1]。
- 1956年（昭和31年） - 安城市安城町となる[1]。
- 1956年（昭和31年） - 一部が明治本町・昭和町・大東町に編入される[1]。
- 1957年（昭和32年） - 一部が池浦町に編入される[1]。
- 1960年（昭和35年） - 一部が桜町・花ノ木町・小堤町・末広町・錦町・南町・日の出町・朝日町・相生町・新明町・新田町に編入される[1]。
- 1964年（昭和39年） - 一部が御幸本町に編入される[1]。
- 1986年（昭和61年） - 一部が横山町に編入される[1]。

### 人口の変遷
国勢調査による人口の推移
| 1995年（平成7年）  | 6,087人 | [ WEB 1 ] |  |
| 2000年（平成12年） | 6,854人 | [ WEB 2 ] |  |
| 2005年（平成17年） | 7,398人 | [ WEB 3 ] |  |
| 2010年（平成22年） | 7,588人 | [ WEB 4 ] |  |
| 2015年（平成27年） | 7,738人 | [ WEB 5 ] |  |

## 交通

### 鉄道
中央を名鉄西尾線が南北に縦貫し、日の出町の南安城駅と古井町の碧海古井駅が利用可能。
また西部を東海道新幹線が通過する。

### 道路
東西に愛知県道48号岡崎刈谷線が、 南北に愛知県道286号安城桜井線が通る。両者は字宮地の「安城町宮地」交叉点から字宮前の「安城町宮前」交叉点まで重複。
また愛知県道78号安城幸田線が県道48号上の字拝木「安城町清水」交叉点から分岐し、字三本木・三平・大辻の境界にある「河野町西」交叉点で愛知県道44号岡崎西尾線と交叉する。

### バス
新安城駅および安城駅から名鉄バスが、また安城駅および南安城駅からあんくるバスが利用可能。

## 施設
- 安祥城址公園
- 安城市歴史博物館
- 安城市民ギャラリー
- 安祥福祉センター
- 安城市立安城南部小学校
- 安城市立安祥中学校
- 安城市立祥南小学校
- 安城更生病院
- 昭林公園
- 安祥寺
- でんまるしぇ（でんまぁと安城中部）

## ギャラリー

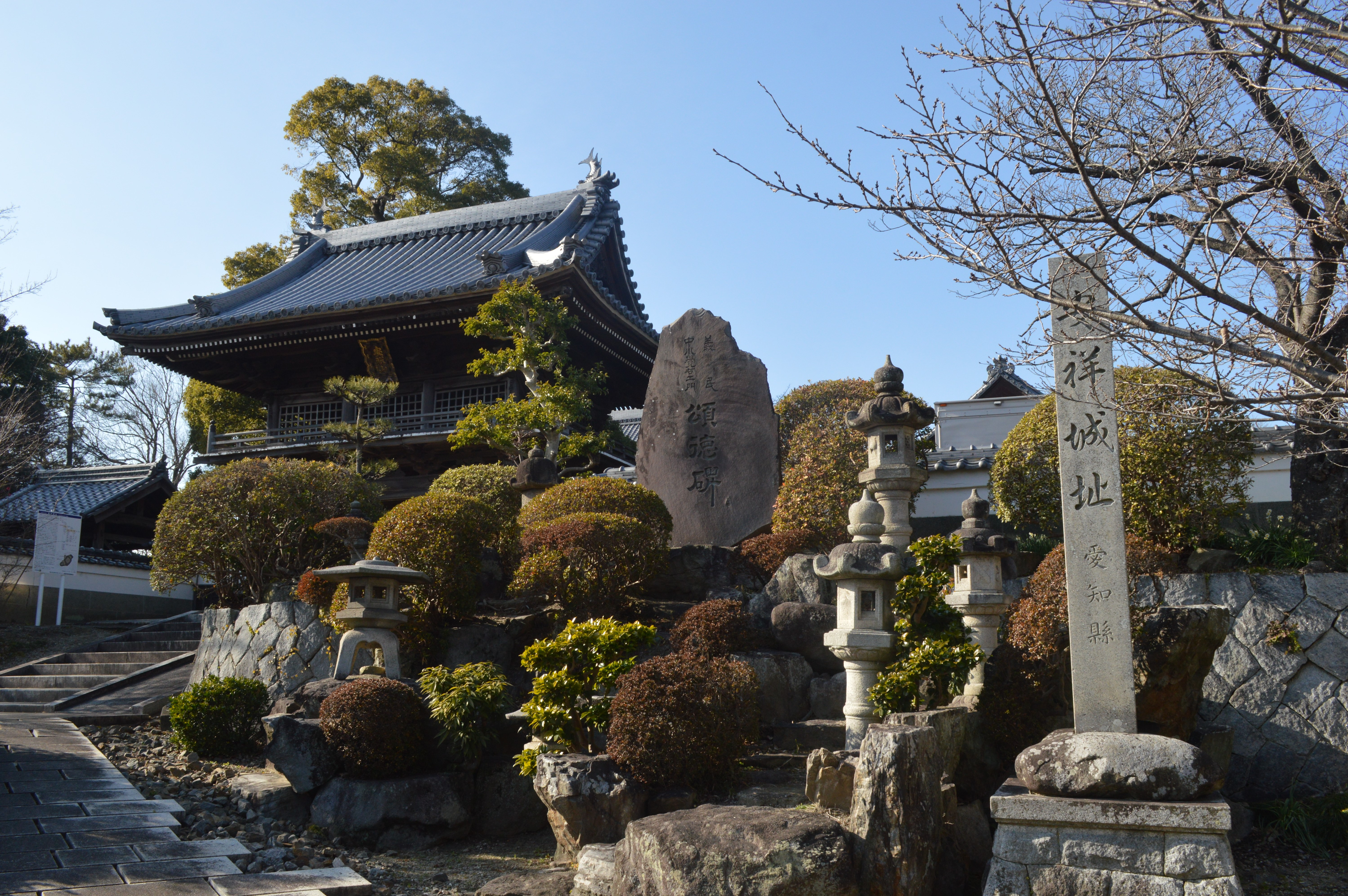
安祥城址
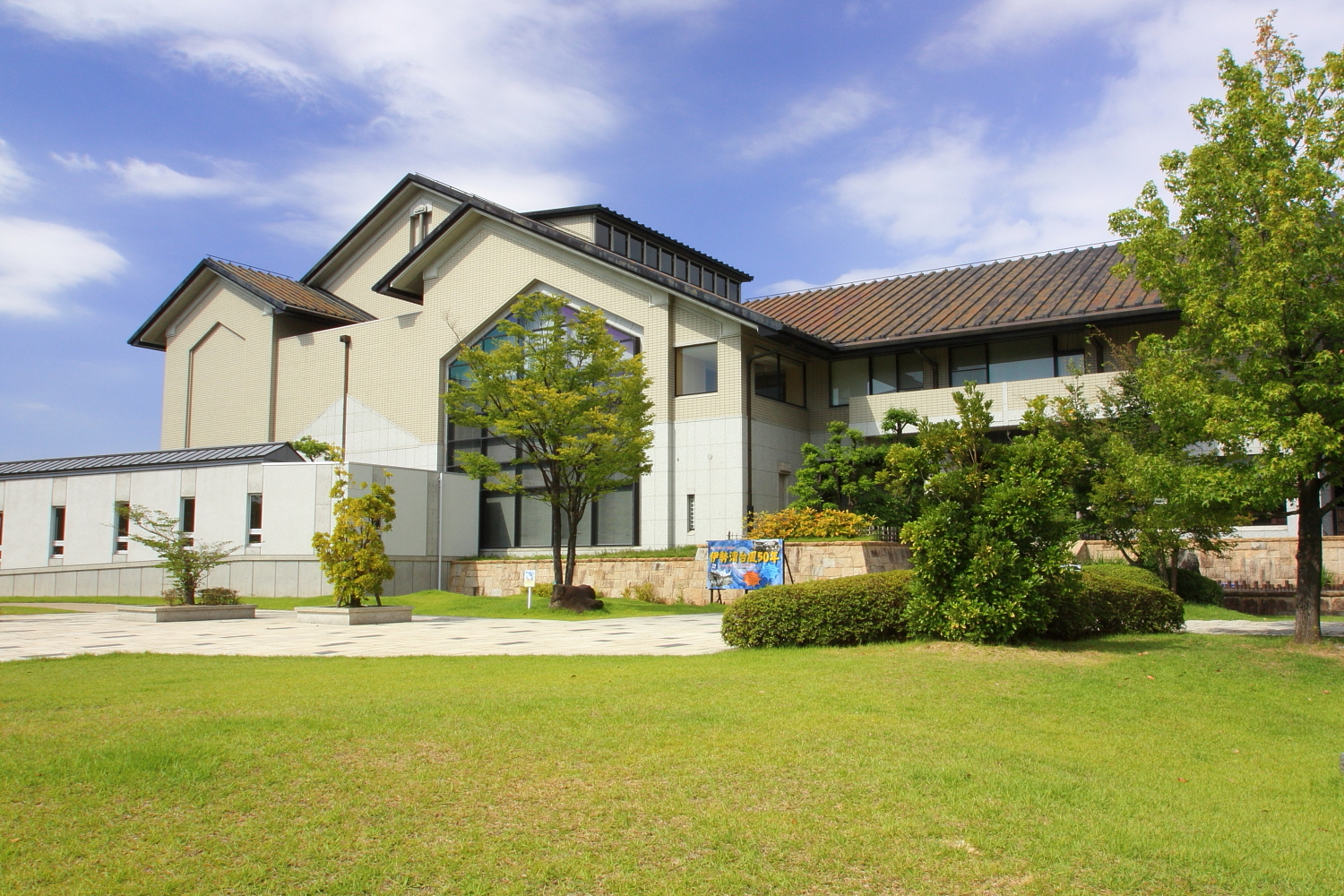
安城市歴史博物館
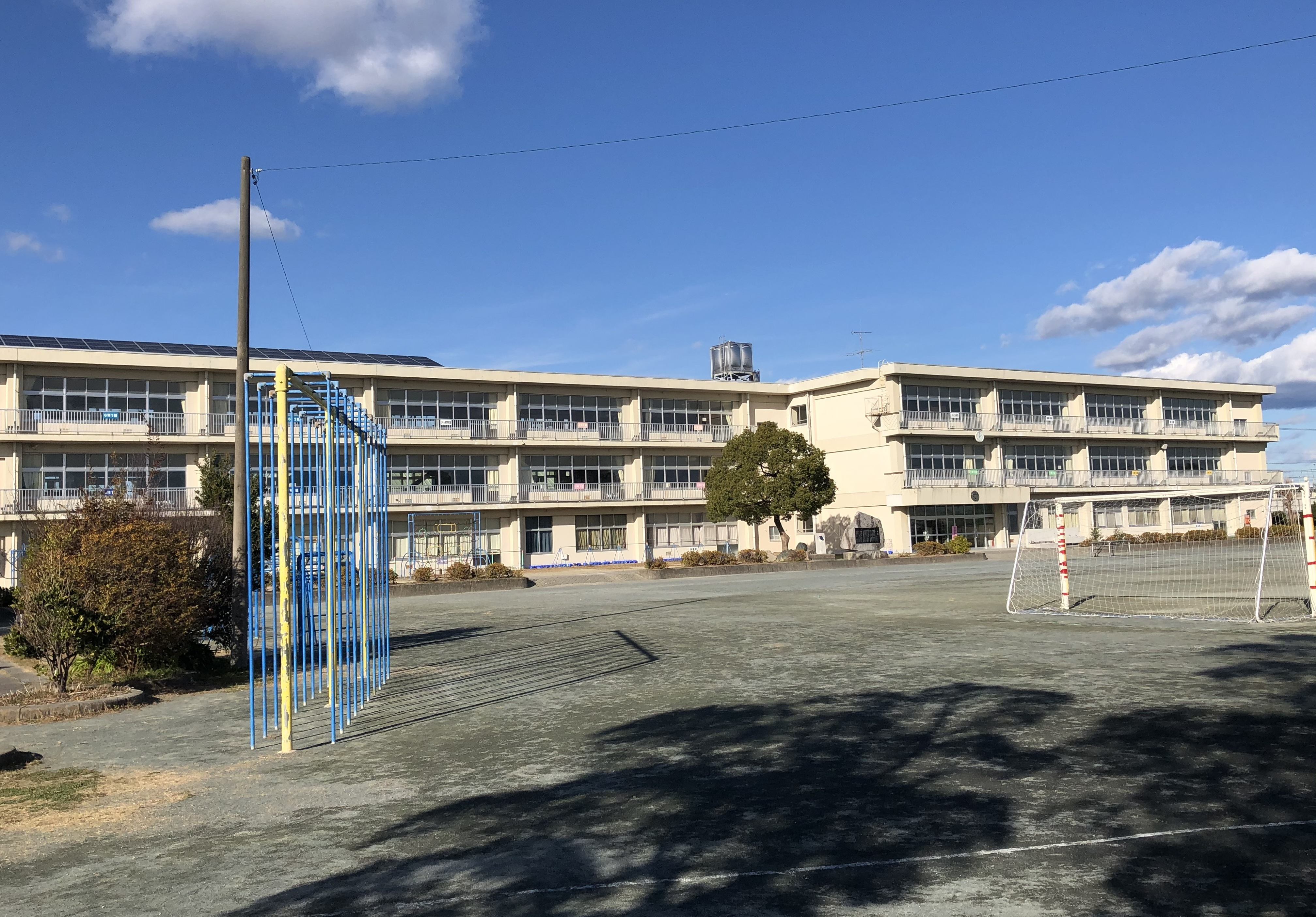
安城市立祥南小学校
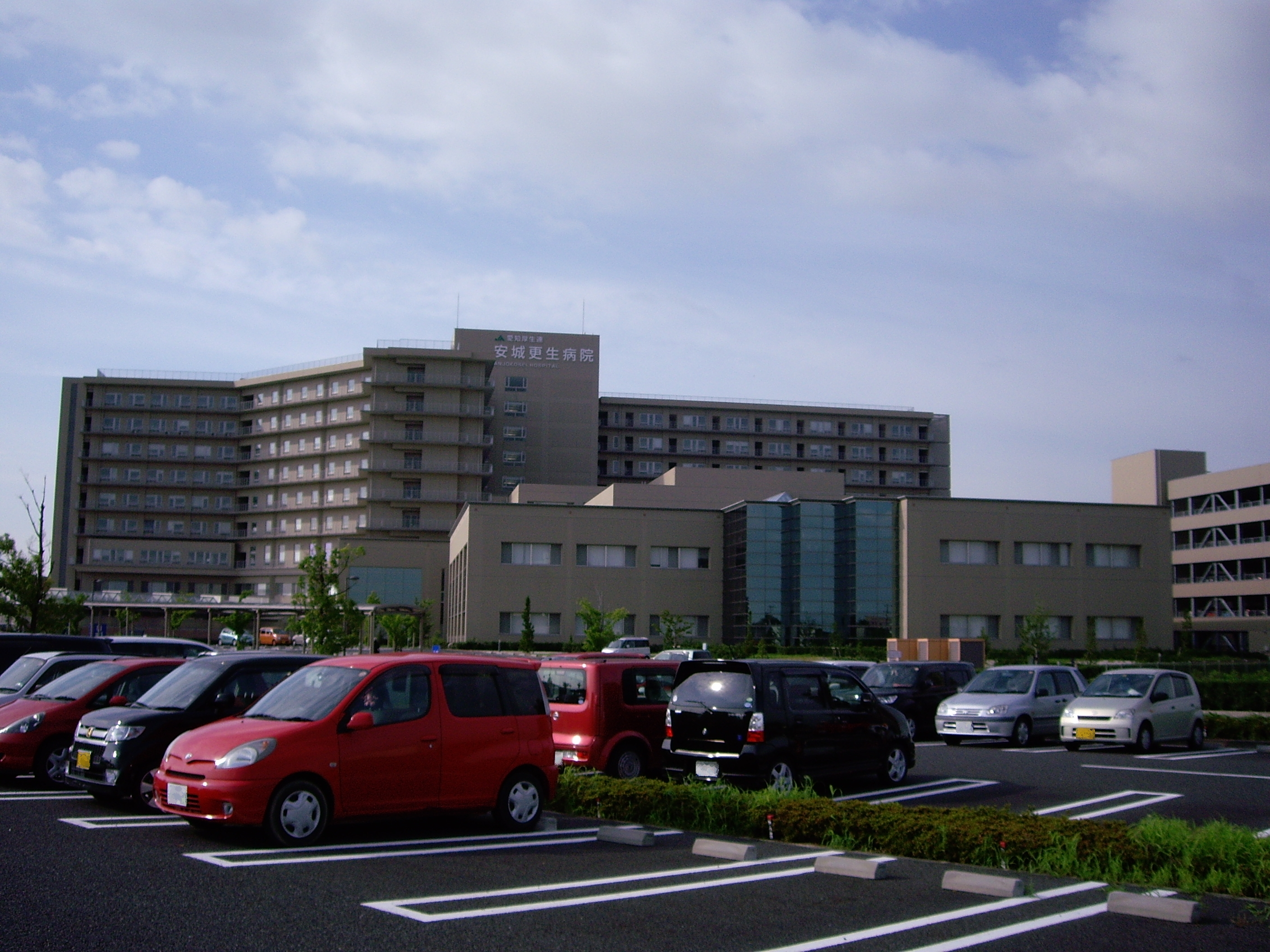
安城更生病院
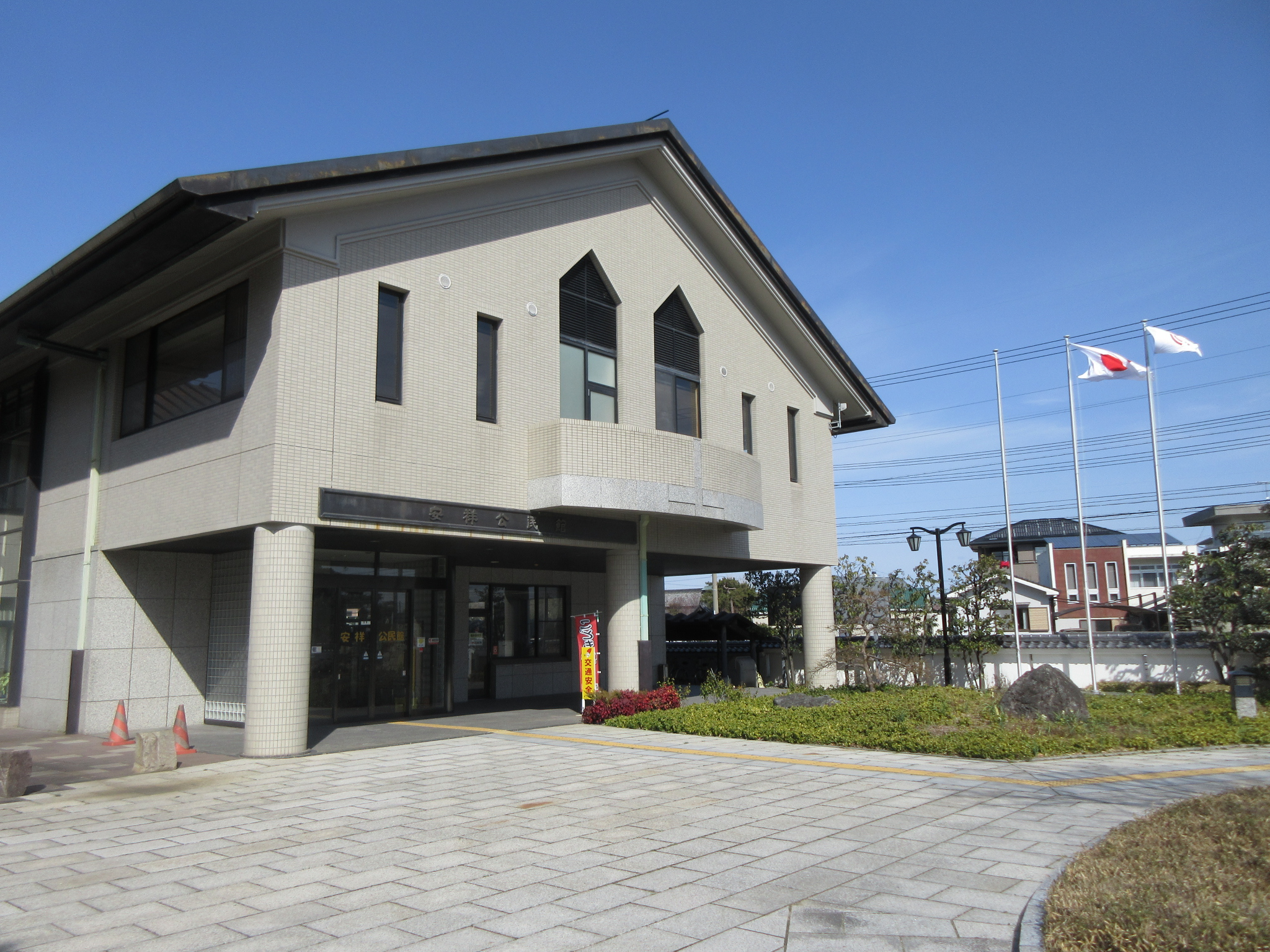
安祥公民館
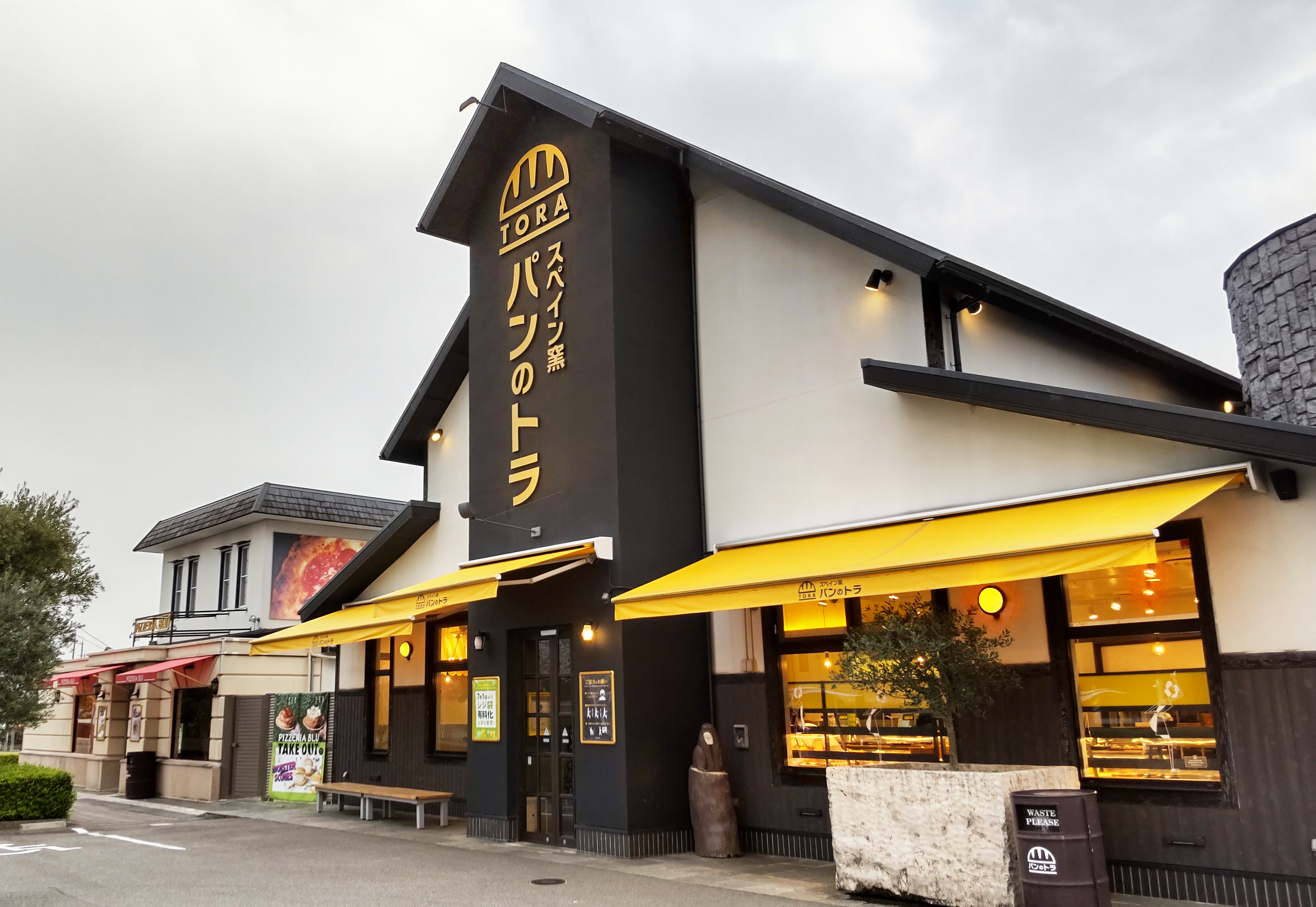
パンのトラ安城店

### WEB
1. ↑  総務省統計局 (2014年3月28日). “平成7年国勢調査の調査結果(e-Stat) - 男女別人口及び世帯数 －町丁・字等” (CSV). 2019年4月27日閲覧。
2. ↑  総務省統計局 (2014年5月30日). “平成12年国勢調査の調査結果(e-Stat) - 男女別人口及び世帯数 －町丁・字等” (CSV). 2019年4月27日閲覧。
3. ↑  総務省統計局 (2014年6月27日). “平成17年国勢調査の調査結果(e-Stat) - 男女別人口及び世帯数 －町丁・字等” (CSV). 2019年4月27日閲覧。
4. ↑  総務省統計局 (2012年1月20日). “平成22年国勢調査の調査結果(e-Stat) - 男女別人口及び世帯数 －町丁・字等” (CSV). 2019年4月27日閲覧。
5. ↑  総務省統計局 (2017年1月27日). “平成27年国勢調査の調査結果(e-Stat) - 男女別人口及び世帯数 －町丁・字等” (CSV). 2019年4月27日閲覧。

### 書籍
1. 1 2 3 4 5 6 7 8  「角川日本地名大辞典」編纂委員会 1989, p. 125.